# Монстр, который бросил вызов миру
«Монстр, который бросил вызов миру» (англ. The Monster That Challenged the World) — американский чёрно-белый научно-фантастический фильм ужасов 1957 года, снятый в поджанре «фильм о монстрах». Относится к «категории B».

## Сюжет
Под озером Солтон-Си происходит землетрясение, в результате которого в его дне образуется щель, из которой на свободу выбираются доисторические гигантские моллюски. В результате под водой исчезает прыгун с парашютом, затем матрос спасательного катера, присланного за приводнившимся спортсменом. Когда этот катер перестаёт отвечать на вызовы, лейтенант-командор Джон «Туилл» Туиллджер отправляет для выяснения ситуации второй катер с собой во главе. Они обнаруживают первый катер брошенным, покрытым странной слизью. При них всплывает тело прыгуна с парашютом, почерневшее и мумифицированное. Туилл берёт образцы слизи для экспертизы, привозит их в лабораторию и передаёт для исследования специалистке Гейл МакКензи и доктору Джессу Роджерсу.
Во время купания на озере исчезает молодая пара. На место происшествия прибывают водолазы ВМС США и обнаруживают на дне гигантское яйцо и тело одной из жертв. На водолазов нападает гигантский моллюск (похожий на огромную гусеницу) и убивает одного из военных. Затем моллюск нападает на лодку, но Туилл вонзает ему в глаз абордажную кошку, и монстр отступает. Найденное яйцо доставляют в лабораторию ВМС США для изучения и держат его в контролируемой температуре, чтобы предотвратить вылупление.
Моллюски проникают в систему оросительных каналов Имперской долины, они продолжают нападать на домашний скот и на людей. Военные водолазы уничтожают группу гигантских моллюсков, используя взрывчатку.
Тем временем Гейл МакКензи находится в лаборатории со своей маленькой дочерью Сэнди. Беспокоясь о том, что лабораторным кроликам будет холодно при пониженной температуре в лаборатории, Сэнди тайком включает термостат. Туилл звонит в лабораторию и не получает ответа, поэтому он приезжает туда и обнаруживает, что вылупившийся в тепле моллюск загнал Гейл и Сэнди в шкаф, куда они спрятались, спасаясь от монстра. Мужчина начинает сражение с монстром с помощью лабораторных химикатов, огнетушителя и паропровода под напряжением. Вскоре прибывают военные, которые убивают моллюска.

## В ролях
В порядке перечисления в титрах
- Тим Холт — лейтенант-командор Джон «Туилл» Туиллджер
- Одри Далтон — Гейл МакКензи
- Ганс Конрид[англ.] — доктор Джесс Роджерс
- Барбара Дэрроу — Джоди Симмс
- Макс Шоуолтер — доктор Тед Джонс[3]
- Харлан Уорд — лейтенант Роберт «Клем» Клеменс
- Гордон Джонс[англ.] — шериф Джош Питерс
- Мими Гибсон[англ.] — Сэнди МакКензи, дочь Гейл
- Марджори Стэпп — Конни Блейк
- Джоди МакКри[англ.] — Фред Джонсон, моряк

В титрах не указаны
- Чарльз Герберт[англ.] — мальчик в фуражке моряка Морти Битти
- Уильям Форрест[англ.] — контр-адмирал Гринхаус
- Ральф Муди[англ.] — смотритель шлюза[англ.] 57
- Милтон Парсонс[англ.] — Льюис Кларк Доббс
- Сара Селби[англ.] — миссис Симмс
- Чарльз Таннен[англ.] — Уайатт, радист
- Дейл Ван Сикел[англ.] — помощник шерифа

## Производство и показ
Рабочими названиями ленты были «Зазубренное лезвие» (англ. The Jagged Edge) и «Кракен» (англ. The Kraken). Сняла фильм компания Gramercy Pictures, дистрибьютором выступила United Artists. Бюджет составил 200 000 долларов. На съёмки было потрачено 16 дней. Большинство подводных съёмок были проведены у острова Санта-Каталина. Также локациями картины выступило озеро Солтон-Си, города Броли и Барстоу (все в Калифорнии). Крупные планы были сняты в резервуаре, наполненном водой и пластиковыми водорослями.
Премьера картины состоялась в июне 1957 год в паре с фильмом «Вампир». В декабре того же года фильм был показан во Франции, в 1958 году — в Аргентине, Мексике, Италии, ФРГ, Финляндии и Швеции.
В 2003 году «Монстр…» был выпущен в паре с «Оно! Ужас из космоса» на DVD серии «Полуночные фильмы Metro-Goldwyn-Mayer». В 2016 году фильм номинировался на «Премию „Сатурн“ за лучшее DVD-издание классического фильма», но проиграл «Миле чудес».

## Критика
- TV Guide: «… прекрасные спецэффекты помогают этому фильму, добавляя атмосферу надвигающейся опасности…»
- Дейв Синделар, Fantastic Film Musings and Ramblings: «… по какой-то причине этот фильм о монстрах пятидесятых годов не пользуется большим уважением, но я думаю, что он держится необычайно хорошо. Во-первых, я думаю, что персонажи необычайно хорошо прорисованы для такого типа фильмов, и им даётся измерение и чувство реальности, которое многое добавляет к процессу…»
- Video Movie Guide: «… этот научно-фантастический фильм конца 1950-х годов отличается только одним: гигантским монстром в натуральную величину (не в миниатюре) и большим количеством экранного времени…»[7]
- Ричард Шейб, moriareviews.com: «… фильм грамотно, хотя и непримечательно, перетасовывает основные сюжетные ходы, установленные лентами „Чудовище с глубины 20 000 саженей“ (1953) и „Они!“ (1954)…»[2]